# 浦出雅裕
浦出 雅裕（うらで まさひろ、1947年8月 - ）は、日本の歯学者・歯科医師。学位は、歯学博士（大阪大学）（学位論文「風疹ウイルス持続感染細胞確立の機構」）。兵庫医科大学名誉教授、元歯科口腔外科学講座主任教授。日本口腔感染症学会理事長、日本口腔組織培養学会会長。

## 略歴
1972年に大阪大学歯学部、1976年に同大学大学院歯学研究科修了、学位論文「風疹ウイルス持続感染細胞確立の機構」で歯学博士の学位を取得。 テンプル大学医学部、ハーネマン医科大学微生物学・免疫学講座博士研究員、大阪大学口腔外科学第1講座助手、講師、助教授、兵庫医科大学歯科口腔外科学講座助教授を経て、1996年より兵庫医科大学歯科口腔外科学講座教授。2013年4月より同大学名誉教授。

## 著書
- 浦出雅裕 他 著、伊藤公一、高橋英登、宮地建夫、向井美惠、安井利一、小野芳明、齊藤力、鈴木尚 編『歯と口の健康百科 家族みんなの健康のために』医歯薬出版、1998年7月。ISBN 978-4-263-45400-8。
- 浦出雅裕 他 著、監修 宮﨑正  編集 松矢篤三、白砂兼光 編『口腔外科学』（第2版）医歯薬出版、2000年4月15日。ISBN 978-4-263-45469-5。
- 浦出雅裕 他 著、黒﨑紀正、住友雅人、小口春久、飯田順一郎、岡野友宏、古郷幹彦 編『イラストレイテッド・クリニカルデンティストリー4 小児歯科疾患・口腔病変・不正咬合』医歯薬出版、2002年6月20日。ISBN 978-4-263-40614-4。
- 浦出雅裕 他 著、米山, 武義、植松, 宏、足立, 三枝子 編『月刊「デンタルハイジーン」別冊 プロフェッショナル・オーラル・ヘルス・ケア 多くの方へ口腔ケアを』医歯薬出版、2002年6月20日。
- 岸本裕充『かんたん口腔ケア―患者さんのQOL向上をめざして』監修 浦出雅裕、メディカ出版、2002年7月。ISBN 978-4840403498。
- 浦出雅裕 他 著、白砂兼光、古郷幹彦 編『口腔外科学』（第3版）医歯薬出版、東京都文京区、2010年3月10日。ISBN 978-4-263-45635-4。 NCID BB01513588。

- 岸本裕充、浦出雅裕 著「第4章 抜歯時に注意を要する患者 3.ビスフォスフォネート製剤投与中および顎骨に放射線照射を受けた患者」、山根, 伸夫、森島, 丘、古土井, 春吾 編『デンタルダイヤモンド増刊号 開業医のための安全・確実な抜歯術 その基礎と臨床』デンタルダイヤモンド社、2010年10月1日。ISBN 978-4-263-45433-6。
- 米田俊之、荻野浩、杉本利嗣、太田博明、高橋俊二、宗圓聰、田口明、豊澤悟、永田俊彦、浦出雅裕 著、ビスフォスフォネート関連顎骨壊死検討委員会 編『ビスフォスフォネートの有用性と顎骨壊死』医歯薬出版、2010年10月4日。ISBN 978-4872593723。

## 所属学会
- 日本口腔感染症学会 理事長[3]
- 日本口腔組織培養学会会長[4]
- 日本口腔外科学会 理事[8]
- 日本口腔腫瘍学会 監事[9]
- 口腔顔面神経機能学会 理事[10]
- 日本歯科薬物療法学会 評議員[11]
- 日本頭頸部癌学会 評議員[12]
- 日本口腔顎顔面外傷学会 評議員[1]
- 日本口腔内科学会 評議員[1]
- 日本顎関節学会[1]
- 日本臨床口腔病理学会[1]
- 日本顎変形症学会[1]
- 日本顎顔面補綴学会[1]
- 日本口蓋裂学会[1]
- 日本癌学会[1]
- 日本ウイルス学会[1]
- 大阪大学歯学会 理事[1]
- 兵庫医科大学医学会 評議員[1]
- International Association of Oral and Maxillofacial Surgeons[1]
- the American Association for Cancer Research[1]
- アジア口腔顎顔面外科学会

| 学職                                                 | 学職                                                       | 学職                                       |
| ---------------------------------------------------- | ---------------------------------------------------------- | ------------------------------------------ |
| 先代 道健一 第2回 1998年 昭和大学                    | 口唇麻痺研究会 会長 第3回 1999年 兵庫医科大学              | 次代 石橋克禮 第4回 2000年 鶴見大学        |
| 先代 古森孝英 第10回 2001年 新神戸オリエンタルホテル | 日本口腔感染症学会総会 大会長 第11回 2002年 神戸国際展示場 | 次代 佐藤田鶴子 第12回 2003年 日本歯科大学 |
| 先代 亀山洋一郎 第60回 2006年 名古屋国際会議場       | 日本口腔科学会学術集会 大会長 第61回 2007年 神戸国際会議場 | 次代 白砂兼光 第62回 2008年 福岡国際会議場 |